# Pi Li MIT
Pi Li MIT (cinese tradizionale: 霹靂MIT) è una serie televisiva taiwanese, andata in onda dal 7 novembre 2008 alle 22.00 sulla FTV, e dall'8 novembre 2008 alle 23.00 sulla GTV.
È anche conosciuta come The Clue Collector, oppure Mysterious Incredible Terminator.

## Trama
La leggenda della squadra Pi Li MIT, che protegge segretamente la scuola Sheng Ying, non è stata mai riconosciuta pubblicamente, eppure è ampiamente diffusa tra gli studenti della scuola. Tuttavia, per qualche ragione la squadra si è sciolta e il male ha iniziato a causare rovina tra il corpo studentesco. Gli studenti che vengono scelti come obiettivo ricevono un CD anonimo, che contiene un gioco per computer da qualcuno chiamato Hei Gui (Fantasma Nero). L'ultimo membro rimasto della squadra protettrice, l'insegnante Cherry, decide di reclutare gli studenti peggiori ["007" (Zhan Shi De), "187" (Qian Fu Hao), "747" (Huang Hui Hong) e "Tian Mo Xing" (Li Xiao Xing)] per formare una nuova generazione di Pi Li MIT, in grado di risolvere i crimini e ristabilire l'originaria gloria della scuola.
Con lo scorrere del tempo, Tian Mo Xing e 007 sviluppano una relazione complicata, mentre 747 inizia a sentire dei sentimenti per Tian Mo Xing. I membri della nuova generazione di Pi Li MIT non devono solo scoprire chi è il fantomatico "Fantasma Nero", ma devono anche lavorare insieme ed appianare le loro divergenze, mentre dischiudono i segreti della scuola, degli studenti ed anche di loro stessi.

### Il gioco
- Gioco numero: 1

Giocatore: Zhan Shi De (007) - 詹士德 (007)
Zhan Shi De (007), figlio di un famoso detective, arriva alla scuola Sheng Ying proprio quando un piccolo gruppo di studenti dai voti più alti, che sono sospettati di imbrogliare durante i test, vengono attaccati uno dopo l'altro.
- Gioco numero: 2

Giocatore: Qian Fu Hao (187) - 錢富豪 (187)
Una studentessa ricca viene rapita qualche giorno prima di uno spettacolo teatrale in cui recita come protagonista. La sua amica teme di essere il prossimo obiettivo. Nello stesso momento, 187 riceve dei messaggi dal rapitore.
- Gioco numero: 3

Giocatore: Huang Hui Hong (747) - 黃輝宏 (747)
Nel cortile della scuola iniziano a girare delle voci secondo le quali gira il fantasma di uno studente morto. Nel frattempo, eventi bizzarri accadono nella scuola.
- Gioco numero: 4

Giocatore: Li Xiao Xing (Tian Mo Xing) - 李曉星 (天魔星)
Due studentesse, che si mostrano amiche di un chatter su internet di nome "Bad Wolf", vengono attaccate quando lui dice loro di volerle incontrare dal vero. Per qualche ragione, Tian Mo Xing riceve i medesimi messaggi da Bad Wolf.
- Gioco numero: 5

Giocatore: Tao Mei Ren (insegnante Cherry) - 陶美人 (Cherry 老師)
Miss Cherry ha attaccato due studenti, uno dei quali conosce il suo oscuro segreto. Lei ucciderà per tenere nascosto al mondo questo segreto? E di quale segreto si tratta?
- Gioco numero: 6

Giocatore: Zhan Shi De (007) - 詹士德 (007)
Un angelo è caduto dal cielo ed è arrivato alla scuola Sheng Ying per purificare gli studenti impuri, ma il prezzo da pagare sono le loro anime. Nel frattempo, l'ex-ragazza di 007 si trasferisce nella scuola.
- Gioco numero: 7

Giocatore: Zhan Shi De (007) - 詹士德 (007)
Una studentessa è perseguitata da uno sconosciuto da più di una settimana, lei sospetta che sia qualcuno del Club di Scienza di cui lei fa parte. Lei si rivolge a 007 per avere protezione. 747 rivela per sbaglio i propri sentimenti a Tian Mo Xing. Nel frattempo, 187 sperimenta per la prima volta il cuore spezzato.
- Gioco numero: 8

Giocatore: Li Xiao Xing (Tian Mo Xing) - 李曉星 (天魔星)
Qualcuno inizia ad attaccare gli studenti con le stesse modalità che Tian Mo Xing descrive nei suoi racconti polizieschi, che posta sul suo blog. Nel frattempo, Tian Mo Xing prende la sua decisione tra 007 e 747.
- Gioco numero: 9

Giocatori: Zhan Shi De (007) - 詹士德 (007), Li Xiao Xing (Tian Mo Xing) - 李曉星 (天魔星), Huang Hui Hong (747) - 黃輝宏 (747), Qian Fu Hao (187) - 錢富豪 (187) e Tao Mei Ren (insegnante Cherry) - 陶美人 (Cherry 老師)
I membri della squadra Pi Li MIT sono messi in pericolo mentre sono a caccia di uno stalker, che sembra accusarli ogni volta che qualcosa accade. Il mistero della separazione della squadra precedente inizia a spiegarsi...
- Gioco numero: 10

Giocatori: Zhan Shi De (007) - 詹士德 (007) e Tao Mei Ren (insegnante Cherry) - 陶美人 (Cherry 老師)
È stato creato un sito web conosciuto come justice.com.tw. Con la sua creazione, il webmaster ottiene informazioni su chiunque venga tiranneggiato o deriso, e si occupa di punire il colpevole senza pietà. Investigando il caso, i Pi Li MIT vengono in possesso di un vecchio gioco per computer, e l'insegnante Angel viene rapita...
- Game No: 11

Giocatori: Li Xiao Xing (Tian Mo Xing) - 李曉星 (天魔星) e Huang Hui Hong (747) - 黃輝宏 (747)
Sono giorni che i Pi Li MIT sono divisi a causa degli ordini dell'insegnante Angel. L'insegnante Cherry viene mandata in un altro paese, mentre 007 diventa uno studente di alto rango e 187 perde il contatto con gli altri. Gli unici che continuano ad occuparsi dei Pi Li MIT sono Tian Mo Xing e 747. Questa volta, il Fantasma Nero in persona va alla ricerca del figlio dell'insegnante Angel, Lu Ke Ying. Saranno capaci di risolvere il caso ora che non c'è più la squadra? Nel frattempo, 747 prende la decisione della sua vita. 007 e Tian Mo Xing possono finalmente stare insieme.
- Gioco numero: 12

Giocatori: Zhan Shi De (007) - 詹士德 (007), Li Xiao Xing (Tian Mo Xing) - 李曉星 (天魔星) e Qian Fu Hao (187) - 錢富豪 (187)
È il giorno di san Valentino, ma i nuovi giocatori non danno tregua ai Pi Li MIT. Un amico d'infanzia ricorda a 187 i giorni passati, quando egli da bambino fu coinvolto in un rapimento insieme a 187. 007 e Tian Mo Xing vengono rapiti e rinchiusi in una stanza, rischiando di rimanere senza ossigeno. Nel frattempo, 007 prende la sua decisione nei confronti di Tian Mo Xing.
- Gioco numero: 13

Giocatore: Li Xiao Xing (Tian Mo Xing) - 李曉星 (天魔星)
L'oscuro passato dell'insegnante Angel la raggiunge quando qualcuno le ricorda che una delle sue studentesse preferite si era suicidata l'anno precedente, dopo aver avuto un aborto. 007 trova il comportamento di Tian Mo Xing strano e sospetta che possa esserci lei dietro tutto questo male.
- Gioco numero: 14

Giocatori: Zhan Shi De (007) - 詹士德 (007) e Qian Fu Hao (187) - 錢富豪 (187)
Un grande panda ha rapito Tian Mo Xing e sta per rivelare lo sporco segreto dell'insegnante Angel. I membri dei Pi Li MIT spariscono uno dopo l'altro, ma alla fine si scopre che era opera di 007 e 187, che volevano avere una prova di Tian Mo Xing e dell'insegnante Angel. Ma il gioco non è ancora finito, e i Pi Li MIT ancora non sanno chi sia il vero colpevole.
- Gioco numero: 15

Giocatori: Zhan Shi De (007) - 詹士德 (007), Li Xiao Xing (Tian Mo Xing) - 李曉星 (天魔星), Huang Hui Hong (747) - 黃輝宏 (747), Qian Fu Hao (187) - 錢富豪 (187) e Tao Mei Ren (insegnante Cherry) - 陶美人 (Cherry 老師)
Il padre dell'insegnante Cherry, preside del college Sheng Ying, viene minacciato dal capo del gioco e da un collega. L'identità del colpevole viene finalmente rivelata; si tratta di Lu Ke Ying, il figlio dell'insegnante Angel. Sebbene Tian Mo Xing tenti di dissuaderlo a continuare a giocare, fallisce e torna a chiedere aiuto ai Pi Li MIT. L'insegnante Angel utilizza i misfatti di suo figlio come scusante per approfittare del preside e dominare la scuola.
- Gioco numero: 16

Giocatori: Zhan Shi De (007) - 詹士德 (007), Li Xiao Xing (Tian Mo Xing) - 李曉星 (天魔星), Huang Hui Hong (747) - 黃輝宏 (747), Qian Fu Hao (187) - 錢富豪 (187) e Tao Mei Ren (insegnante Cherry) - 陶美人 (Cherry 老師)
Siamo giunti al gioco finale. I Pi Li MIT devono unire tutte le loro forze per vincere, altrimenti il male conquisterà definitivamente la scuola. Alla fine della battaglia, l'insegnante Cherry diventa l'effettiva preside della scuola mentre l'ex preside suo padre e l'insegnante Angel vanno in America per curare la malattia di Lu Ke Ying.

## Cast

### Cast principale
- Aaron Yan (炎亞綸 dei Fahrenheit): Zhan Shi De - 007 (詹士德 - 007)
- Gui Gui (鬼鬼 delle Hey Girl): Li Xiao Xing - Tian Mo Xing (李曉星 - 天魔星)
- Huang Hong Sheng (黃鴻升 / 小鬼): Huang Hui Hong - 747 (黃輝宏 - 747)
- Lu Ting Wei (陸廷威): Qian Fu Hao - 187 (錢富豪 - 187)
- Christine Fan (范瑋琪): Tao Mei Ren - Miss Cherry （陶美人 - Cherry 老師）
- Tian Li (田麗): Lu Ya Qi - Teacher Angel (陸雅琪 - 天使老師)
- Zhang Shan Jie (張善傑): Lu Ke Ying (陸克英)

### Cast supplementare
Episodio 1
- Sandrine Pinna (張榕容): Wen Xin Lan (溫心蘭) - Giocatore
- Huang Tai An (黃泰安): proprietario del ristorante
- Ai Er (愛兒): Xiao Ya Qi (蕭亞琪)
- Wan Er (婉兒): Lin Yi Ting (林宜庭)

Episodio 2
- Honduras (宏都拉斯): Tao Ying Ming (陶英明) - il preside
- Ruby Wang (王心如): Jin Ji La (金吉菈) - Giocatore
- Wei Wei (瑋瑋): Lin Li Na (林莉娜)
- Cai Han Cen (蔡函岑): Huang Xin Yi (黃心怡)
- Huang Tai An (黃泰安): proprietario del ristorante
- Qiu Jia Wei (丘家維): 187 da bambino

Episodio 3
- Cai Han Cen (蔡函岑): Huang Xin Yi (黃心怡) - Giocatore
- Huang Tai An (黃泰安): proprietario del ristorante
- Mi En (米恩): Li Gui Ling (李佳玲)
- Sam Huang (黃文炫): Liu Guan Zhi (劉冠志)
- Chen Zi Ru (陳子孺): Li Zi Jie (李子傑)
- Xiao Lin Wang Zi (小林王子):  Shen Xiu Jun (沈修君)

Episodio 4
- Honduras (宏都拉斯): Tao Ying Ming (陶英明) - il preside
- Huang Tai An (黃泰安): proprietario del ristorante
- Xiao Lin Wang Zi (小林王子): Shen Xiu Jun (沈修君)
- Hank Wu (吳仲強): Wu Zhi Feng (吳志豐)
- Zhou Xiao An (周孝安): Chen Yi Hong (陳逸宏) - Giocatore
- Gao Sheng Yun (高聖雲): Zhang Xuan Hui (張玄惠)

Episodio 5
- Qiu Er (球兒): raccoglitore dell'intelletto di 187
- Honduras (宏都拉斯): Tao Ying Ming (陶英明) - il preside
- Huang Tai An (黃泰安): proprietario del ristorante
- Jaline Yeh (葉羿君): Xie Yi Qian (謝宜倩)
- You Ding Gang (游定剛): Dai Zhi Xun (戴志勛) - Giocatore
- Guo Cheng Lin (郭承霖): Luo Jia Hao (羅家豪)
- Wasir Zhou (周詠軒): Yang Ming Wei (楊明偉)

Episodeio 6
- Huang Tai An (黃泰安): proprietario del ristorante
- Wasir Zhou (周詠軒): Yang Ming Wei (楊明偉) - Giocatore
- Xia Rou Zhi (夏如芝): Lin Yu Jie (林雨潔)
- Xiang Bo Tao (相博濤): childhood Zhan Shi De
- Han Ruo Zi (韓若紫): Cai Ya Qing (蔡雅菁)

Episodio 7
- Qiu Er (球兒): raccoglitore dell'intelletto di 187
- Zhang Hao Ming: Qiu Shi Hong (邱士鴻)
- Yuan Da (元大): Dai Ming Zhe (戴明哲)
- Han Ruo Zi (韓若紫): Cai Ya Qing (蔡雅菁) - Giocatore

Episodio 8
- Anthony Guo (郭彥均): Lin Bo Hong (林柏宏)
- Angus Guo (郭彥甫): Lin Bo Qing (林柏青) - Giocatore
- Xie Yi Ying (謝易穎): Du Ming Wei (杜明威)
- Qiu Er (球兒): raccoglitore dell'intelletto di 187
- Honduras (宏都拉斯): Tao Ying Ming (陶英明) - il preside

Episodio 9
- Cai Yi Zhen (蔡宜臻): Xu Wan Xin (許萬欣) - Giocatore

Episodio 10
- Peng Bo Shao (彭博劭): Zheng Wen Long (鄭文龍) - Giocatore
- Li Xiao Ping (李筱萍): Yao Qian Hui (姚千慧)
- Mi En (米恩): Li Jia Ling (李佳玲)
- Luo Neng Hua (羅能華): Zhang Shi Chang (張世昌)

Episodio 11
- Honduras (宏都拉斯): Tao Ying Ming (陶英明) - il preside
- Figaro Ceng (曾少宗): He Rui Jia (何瑞家) - Giocatore
- Yang Xin Qiao (楊芯喬): ragazza ricca (腐女)

Episodio 12
- Xu Shi Hao (許時豪): Chen Yan Xiang (陳彥翔) / Huang Guo Zhong (黃國忠) - Giocatore
- Qiu Jia Wei (丘家維): 187 da bambino
- Peng Wu Jun (彭武駿): Chen Yan Xiang da bambino
- Huang Tai An (黃泰安): proprietario del ristorante

Episodio 13
- Zhang Jing Zhi (張靜之): Lin Xiang Ting (林湘婷)
- Wang Da Lu (王大陸): Yang Sheng Kai (楊聖凱)
- Honduras (宏都拉斯): Tao Ying Ming (陶英明) - il preside

Episodio 14
- Honduras (宏都拉斯): Tao Ying Ming (陶英明) - il preside

Episodio 15
- Honduras (宏都拉斯): Tao Ying Ming (陶英明) - il preside
- Xu Gui Ying (徐貴櫻): madre di Cherry
- Huang Tai An (黃泰安): proprietario del ristorante

Episodio 16
- Honduras (宏都拉斯): Tao Ying Ming (陶英明) - il preside
- Chuan Xian Hao (傳顯皓): Lu Ke Ying da bambino

## Biografie dei personaggi
- Tao Mei Ren (陶美人) - Insegnante Cherry (Cherry 老師)

Figlia del preside della scuola Sheng Ying, e capo fondatore dei Pi Li MIT. Ha il ruolo di consigliere nella scuola. Cherry è molto brava ad osservare le persone che la circondano, ed in questo modo trova i quattro studenti; Zhan Shi De (007), Li Xiao Xing (Tian Mo Xing), Huang Hui Hong (747) e Qian Fu Hao (187), le sue scelte migliori per diventare membri della squadra.
Lei spera di essere la luce che guida gli studenti, e non manca mai di scoprire quelli che si sentono colpevoli. Un'altra delle sue abilità è quella di saper recitare.
Più tardi nel drama viene rivelato che lei aveva mentito sull'aver fatto parte degli ultimi Pi Li MIT, e che in realtà fu lei la causa del loro scioglimento, quando il vecchio capo si ruppe una gamba tentando di aiutarla. Da allora si è sempre sentita colpevole.
Si scopre che è la sorellastra di Lu Ke Ying e di Li Xiao Xing.
Alla fine dei giochi, diviene la preside sostituta del college Sheng Ying, mentre suo padre è in America insieme all'insegnante Angel e Lu Ke Ying.
- Zhan Shi De (詹士德) - 007 (007)

Il protagonista maschile di Mysterious Incredible Terminator. Egli è figlio di un famoso detective internazionale di nome Dr. James, e membro ufficioso dei Pi Li MIT: Zhan Shi De aveva come obiettivo quello di entrare all'accademia di polizia come interno migliore, ma non ottiene il posto all'accademia poiché è affetto dalla sindrome di Menière, di cui soffre fin dall'infanzia. Viene quindi mandato alla scuola Sheng Ying, dove è immediatamente designato dall'insegnante Cherry come membro dei Pi Li MIT, con il nome in codice di 007 (che sta a significare il membro più intelligente). Sebbene all'inizio egli non voglia entrare a far parte del gruppo, infine trova che si possa rivelare una possibilità interessante.
La sua intelligenza va oltre quella della maggior parte delle persone, ma la sua fredda personalità fa da scudo ai suoi sentimenti, il che gli rende difficile esprimere i propri sentimenti verso la sua compagna di squadra Tian Mo Xing. La sua vita amorosa diventa ancora più complicata quando scopre che l'altro suo compagno di squadra, 747, è innamorato di Tian Mo Xing. Egli sembra sempre sorridere quando qualcosa è legato a Tian Mo Xing.
Alla fine accetta Tian Mo Xing, appena prima di scoprire che lei è una dei colpevoli che stanno dietro i pericolosi giochi, ma scopre anche che lei non ha intenzione di continuare e decide di risolvere il mistero per liberarla dai legami con il gioco.
- Li Xiao Xing (李曉星) - Tian Mo Xing (天魔星)

La protagonista femminile di Mysterious Incredible Terminator. È la figlia adottiva di un'indovina di nome "Fan Lian Xin". La sua innocenza e le abilità del recitare la rendono l'agente segreto perfetto. Le sue abilità potenziali includono anche seguire il proprio istinto, che la porta spesso nei guai. Il suo nome in codice nei Pi Li MIT è "Tian Mo Xing", che vuol dire "Stella del Diavolo dei Cieli"; il nome è un'unione di "Sirius" e "Voldemort". Vuole pubblicare un romanzo horror, ma visto che le manca l'ispirazione, decide di usare come temi le cose strane che accadono nella sua scuola.
A Tian Mo Xing piace molto 007, che similmente prova dei sentimenti per lei sebbene li nasconda. La sua vita sentimentale diventa più complicata quando 747 le rivela i suoi sentimenti, ma le difficoltà si ritirando quando 747 decide di farsi da parte e 007 finalmente la accetta nel suo cuore.
Si scopre più tardi che Li Xiao Xing è in realtà la figlia abbandonata dall'insegnante Angel, nonché sorella gemella di Lu Ke Ying. Inoltre, è la sorellastra dell'insegnante Cherry. Dall'inizio aiutava suo fratello con il gioco, ma in realtà non aveva intenzione di giocare o di fare del male a nessuno. Alla fine decide di dedicarsi anima e corpo ai Pi Li MIT e di fermare suo fratello.
- Huang Hui Hong (黃輝宏) - 747 (747)

Molto mascolino e pieno di senso della giustizia. Ogni volta che succede qualcosa, vorrebbe essere l'eroe. Gli fu predetto che non sarebbe arrivato all'età di vent'anni, ed è per questo che trova che unirsi ai Pi Li MIT sia una grande opportunità di fare qualcosa di straordinario prima di morire. Il suo nome in codice è "747". Sebbene la sua qualità non sia l'intelligenza, la sua velocità e l'udito vanno oltre le capacità della maggior parte delle persone.
Gli piace molto il membro femminile della squadra, Tian Mo Xing, ma nasconde i suoi sentimenti quando scopre che a lei piace 007. Dopo essere stato provocato da 007 ed aver scoperto di poter avere la possibilità di cambiare il suo destino, egli decide di rivelare a Tian Mo Xing quello che prova e dichiara 007 suo rivale. Tuttavia, alla fine, vede il forte legame che c'è tra Tian Mo Xing e 007 e decide di abbandonare la lotta amorosa. Nonostante alla fine scopra che Tian Mo Xing è uno dei colpevoli del gioco, si fida ancora di lei con tutto il cuore.
Visto che Huang Hui Hong ha uno schiacciante senso della giustizia, è possibile che sia stato il primo membro ad unirsi ai Pi Li MIT.
- Qian Fu Hao (錢富豪) - 187 (187)

Rampollo di una ricca famiglia, ha una personalità elegante e il look di un idolo. Ha occhi elettrizzanti, ed ottiene informazioni dalle ragazze che gli vanno dietro. È per questo che Fu Hao è designato, all'interno dei Pi Li MIT, come membro più ingegnoso, sotto il nome in codice di "187". Da bambino fu rapito e quasi affogato. In qualche modo, ricevette dal suo rapitore una targhetta con scritto "MIT", venendo a sapere che egli faceva parte dei vecchi Pi Li MIT del 1993. A causa del fatto che quella volta era quasi affogato, ha sviluppato la fobia del pesce e dell'oceano. Quando uno dei giocatori gli fa rivivere l'esperienza, si sovviene che fu rapito insieme al suo miglior amico d'infanzia, del quale perse i contatti dopo che i rapitori li ebbero separati. Il giocatore, infatti, è il suo amico perso da tempo.
Uno scherzo comune a cui è dedito è chiamare le sue ragazze "Bao Bei" ("preziosa"). Sebbene sembri in qualche modo un pervertito, è anche molto cavalleresco.
187 si prende spesso gioco di 007, Tian Mo Xing e 747 per la loro relazione triangolare, prima che 007 e Tian Mo Xing diventino una coppia ufficiale.
- Lu Ya Qi (陸雅琪) - insegnante Angel (天使老師)

Conosciuta come "L'insegnante del Dio della Morte" e "Insegnante Angel" a causa della sua personalità severa. Non accetta errori nel suo lavoro. La gente la descrive come il diavolo, poiché sembra non invecchiare mai.
È molto protettiva nei confronti di suo figlio Lu Ke Ying, e guarda con rispetto le persone che ottengono ordine e potere. Disprezza i Pi Li MIT perché è un'organizzazione formata da studenti che sono presenti sulla sua lista nera.
Viene scoperto che fu lei stessa un membro dei Pi Li MIT tra il 1989 e il 1993. A causa del fatto che fu accidentalmente messa incinta dal preside, la moglie di quest'ultimo la pagò per far nascere i suoi bambini in America, e l'identità del loro padre è rimasta ignota per anni.
Sta cercando di creare un gruppo che si chiama "Progetto di Rivoluzione dei Geni", formato da studenti che sono andati contro i Pi Li MIT.
Lu Ya Qi diede sua figlia Li Xiao Xing alla sua migliore amica Fang Lian Xin, quando la bambina era ancora in fasce.
Alla fine di tutto, va in America con suo figlio ed il suo ex amante (il preside), per curare la malattia di Lu Ke Ying.
- Lu Ke Ying (陸克英)

Figlio di Lu Ya Qi. Viene spesso tiranneggiato dai suoi compagni di classe perché riceve le protezioni di sua madre. Ke Ying è cresciuto senza una vera famiglia, ed ha vissuto la sua vita in mezzo alle bugie.
Per qualche ragione, è sempre coinvolto nei casi dei Pi Li MIT.
Viene poi a sapersi che egli è il fratello gemello di Li Xiao Xing, e che dietro tutta la storia dei giochi pericolosi c'è lui. Inoltre, è il fratellastro dell'insegnante Cherry. Egli usa i giochi per vedere se sua madre ama di più la scuola o lui e sua sorella Li Xiao Xing, e nello stesso momento scopre che il preside è in realtà suo padre.
Quando sua sorella le rivela di essersi innamorata del membro dei Pi Li MIT 007, e gli dice di voler interrompere il gioco, egli diviene più che determinato a giocare fino alla fine.
Al termine della battaglia, egli va in America per trovare una cura alla sua malattia mentale.

## Curiosità
- All'inizio era Danson Tang che doveva recitare come protagonista nel drama, ed Aaron Yan avrebbe avuto il ruolo di protagonista nel drama Rolling Love (翻滾吧！蛋炒飯). Tuttavia, a causa di un infortunio alla gamba egli non poté recitare in Rolling Love, quindi le agenzie dei due attori proposero uno scambio di ruoli.
- Questa è la prima volta che Aaron Yan recita da solo in un drama.
- Il ruolo di 187 doveva originariamente appartenere all'attore Julian Yang (楊士萱), ma ad un mese dall'inizio delle riprese egli fu arrestato per molestia sessuale, ed il suo personaggio fu rimpiazzato da Lu Ting Wei (陸廷威). A causa di ciò, le riprese dovettero ricominciare nuovamente daccapo, a febbraio.
- Dopo la fine delle riprese della serie, Aaron e Gui Gui ricevettero un nuovo contratto per recitare insieme in un drama intitolato Momo Love (桃花愛無敵). Tuttavia, a causa della pubblicazione del nuovo album dei Fahrenheit e delle conseguenti promozioni a cui Aaron deve partecipare, le riprese sono state messe in pausa.
- Aaron e Xiao Gui hanno tenuto un'asta a dicembre del 2008, vendendo gli oggetti originali della serie. L'offerta maggiore è stata fatta per l'uniforme di Aaron, venduta a 20.000 dollari taiwanesi.
- A dicembre del 2008 è stata pubblicata una versione in DVD di Mysterious Incredible Terminator
- Una versione del drama doppiata in cantonese è pubblicata sul canale i-CABLE Entertainment Channel di Hong Kong dal 9 marzo 2009.
- Pi Li MIT è in onda anche a Singapore su un canale via cavo.
- Presto il drama verrà trasmesso anche nelle Filippine, sul canale Q Channel 11.